# Alphons Silbermann
Alphons Silbermann (geboren am 11. August 1909 in Köln; gestorben am 4. März 2000 ebenda) war ein deutscher Soziologe und Publizist.

## Leben

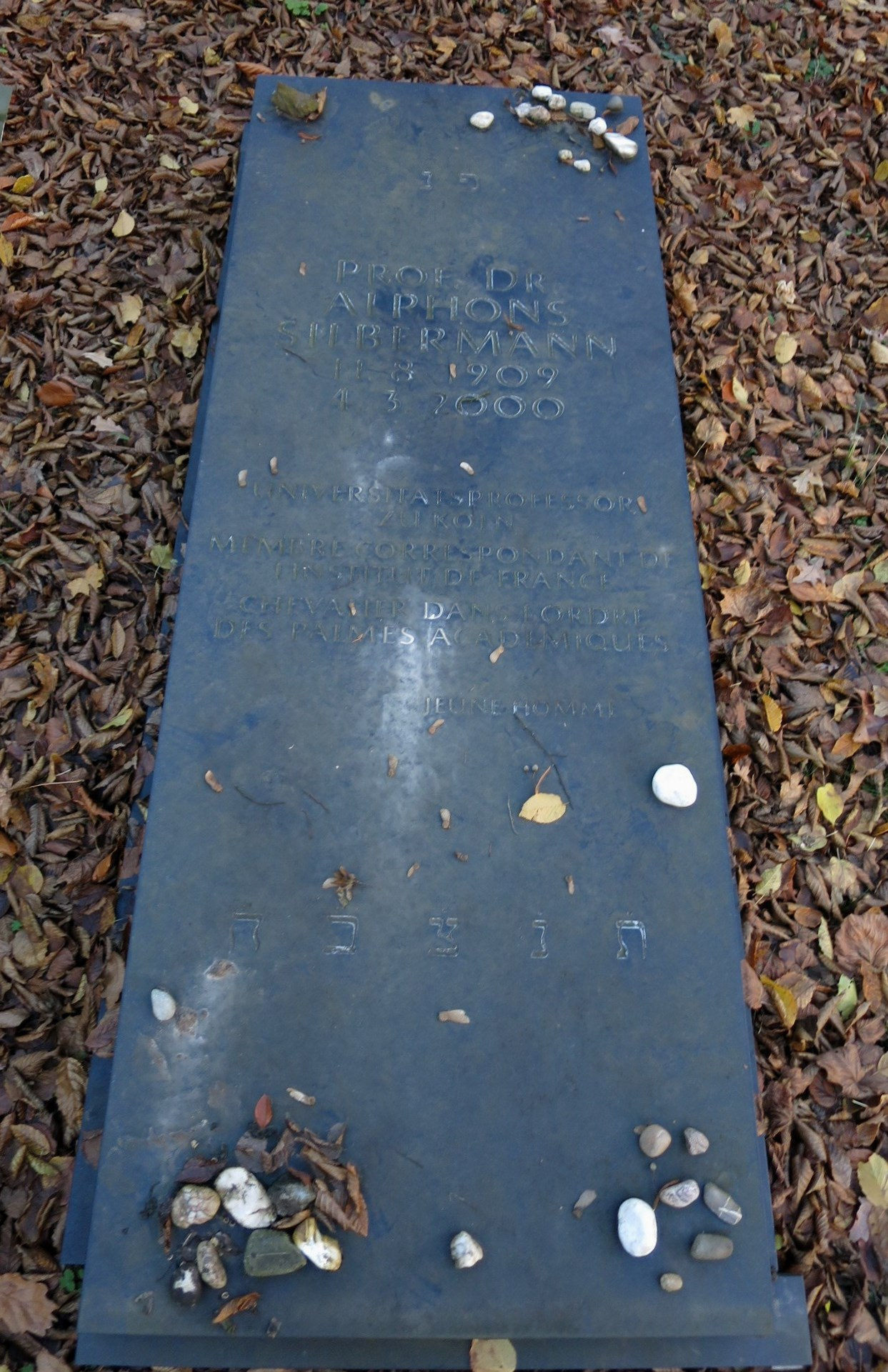
Grabplatte von Alphons Silbermann

Alphons Silbermann wurde am 11. August 1909 als Sohn des gutbürgerlichen Druckereibesitzers Salomon Silbermann, dessen Vater ein umherziehender Trödler war, in Köln geboren. Er studierte Musikwissenschaft, Jura und Soziologie an der Universität Köln, in Freiburg im Breisgau und Grenoble. Nach dem Studium war er bis 1933 als Justizreferendar tätig und promovierte noch im gleichen Jahr bei Hans Kelsen zum Dr. jur. Anschließend emigrierte er in die Niederlande, um der Judenverfolgung im Dritten Reich zu entgehen. Die weitere Flucht führte 1938 von Amsterdam über Paris nach Sydney. In Australien begann er als Tellerwäscher und Kellner. Später gelang es ihm, ein eigenes Restaurant Silver’s Food Bars zu eröffnen. Daraus wurden schließlich acht Restaurants und damit – drei Jahrzehnte vor dem ersten McDonald’s – die erste Fastfood-Kette Australiens. Mit dem damit verbundenen finanziellen Erfolg konnte er als Quereinsteiger seine musiksoziologische Arbeit finanzieren.
Nach Veröffentlichung musiksoziologischer Studien wurde Alphons Silbermann am (damals konservativen) Staatskonservatorium (State Conservatory of Music) in Sydney als Dozent beschäftigt. Seine Vorlesungen wurden in ... of musical things (1949) zusammenfassend publiziert. Ab 1950 war Alphons Silbermann, der damals den Sozialtyp des homosexuellen Dandy verkörperte, Wanderer zwischen zwei Welten: einerseits Australien und andererseits – mit zunehmender Tendenz – Europa und insbesondere Deutschland. An der Pariser Sorbonne hielt er Vorlesungen über Musikästhetik und initiierte zusammen mit Gisèle Brelet den ersten europäischen Kongress über Musikprogramme im Rundfunk (1954). 1958 beschäftigte ihn die Universität zu Köln auf Anregung von René König als Lehrbeauftragten/Dozenten. Später lehrte er als Professor in Lausanne (ab 1964 auf dem ehemaligen Lehrstuhl von Vilfredo Pareto) sowie in Bordeaux (1974–1979). 1970 erhielt er die deutsche Staatsbürgerschaft zurück und wurde in seiner Heimatstadt Köln, in der er sich sowohl kulturell als auch in der jüdischen Gemeinde engagierte, als Professor für Massenkommunikation und Kunstsoziologie auf Lebenszeit verbeamtet. Nach Erneuerung seiner Promotion zum Dr. iur. wurde er im Range eines „Staatsanwalts“ finanziell entschädigt und nannte sich auch „Staatsanwalt a. D.“. Alphons Silbermann blieb gleichwohl bis an sein Lebensende auch australischer Staatsbürger.
Alphons Silbermann wurde auf dem Jüdischen Friedhof Köln-Bocklemünd (Flur 30 Nr. 19) beerdigt.
Alphons Silbermann hinterließ seinen schriftlichen Nachlass sowie seine 2.500 Bände umfassende Arbeitsbibliothek dem Moses-Mendelsohn-Zentrum.

## Bedeutung
Alphons Silbermann wirkte als Hochschullehrer, aber auch als Publizist mit einem umfangreichen Werk in vielen Sprachen. Seine bevorzugten Themen waren: Musik- bzw. Kunstsoziologie, Massenkommunikation und Kulturindustrie, Antisemitismus, Homosexualität und Alltagssoziologie. Zusammen mit René König war er Herausgeber sowie Redakteur der Kölner Zeitschrift für Soziologie und Sozialpsychologie (KZfSS) und gründete das Institut für Massenkommunikation in Köln. Aufgrund seiner wissenschaftlichen Verdienste wurde Alphons Silbermann mit dem Verdienstkreuz 1. Klasse und dem Großen Verdienstkreuz des Verdienstordens der Bundesrepublik Deutschland ausgezeichnet. Als Vertreter der empirischen Soziologie gehörte er zur Kölner Schule und befand sich damit im Gegensatz zu Theodor W. Adorno und der Frankfurter Schule. Das betraf nicht nur die Musiksoziologie, sondern auch den Positivismusstreit. Silbermann stand der 68er-Bewegung an den Universitäten genauso skeptisch gegenüber wie einer „Dialektik der Aufklärung“ mit ungewissem Ausgang. In Deutschland war er einer der ersten, die die Methoden der empirischen Sozial- und Kommunikationsforschung systematisch anwandten und im akademischen Betrieb einführten. Dazu gehören beispielsweise die Systematische Inhaltsanalyse (Content Analysis), strukturell-funktionale Fallstudien sowie empirisch-qualitative Textauswertungen.
Alphons Silbermann war als Medienberater von Axel Springer (Bild, BamS, Die Welt, Hörzu usw.) sowie für das Privatfernsehen tätig. Er beriet das Bundeskriminalamt in Fragen der Medienfahndung. Mit seinen Autobiographien Verwandlungen und Flaneur des Jahrhunderts machte er sich einen Namen als populärer Alltags-, Kultur- und Alltagskultursoziologe. Mit 80 Jahren war er noch in zahlreichen Fernseh-Talkshows zu Gast. Bis in seine letzten Lebensjahre war Silbermann ein gefragter öffentlicher Rhetor und witziger Diskussionsredner. Er galt als Alltagssoziologe, unterhaltsamer Querdenker und emeritierter „deutscher Professor mit goldenen Manschettenknöpfen“ (Friedrich Knilli).
Zitate
- Wenn wir keine Vorurteile hätten, würde es uns nicht so viel Vergnügen bereiten, in anderen welche zu entdecken.

über Alphons Silbermann:
- Mein Haussoziologe (Alfred Biolek)
- Medien-Großrabbiner (anonym)

## Ehrungen

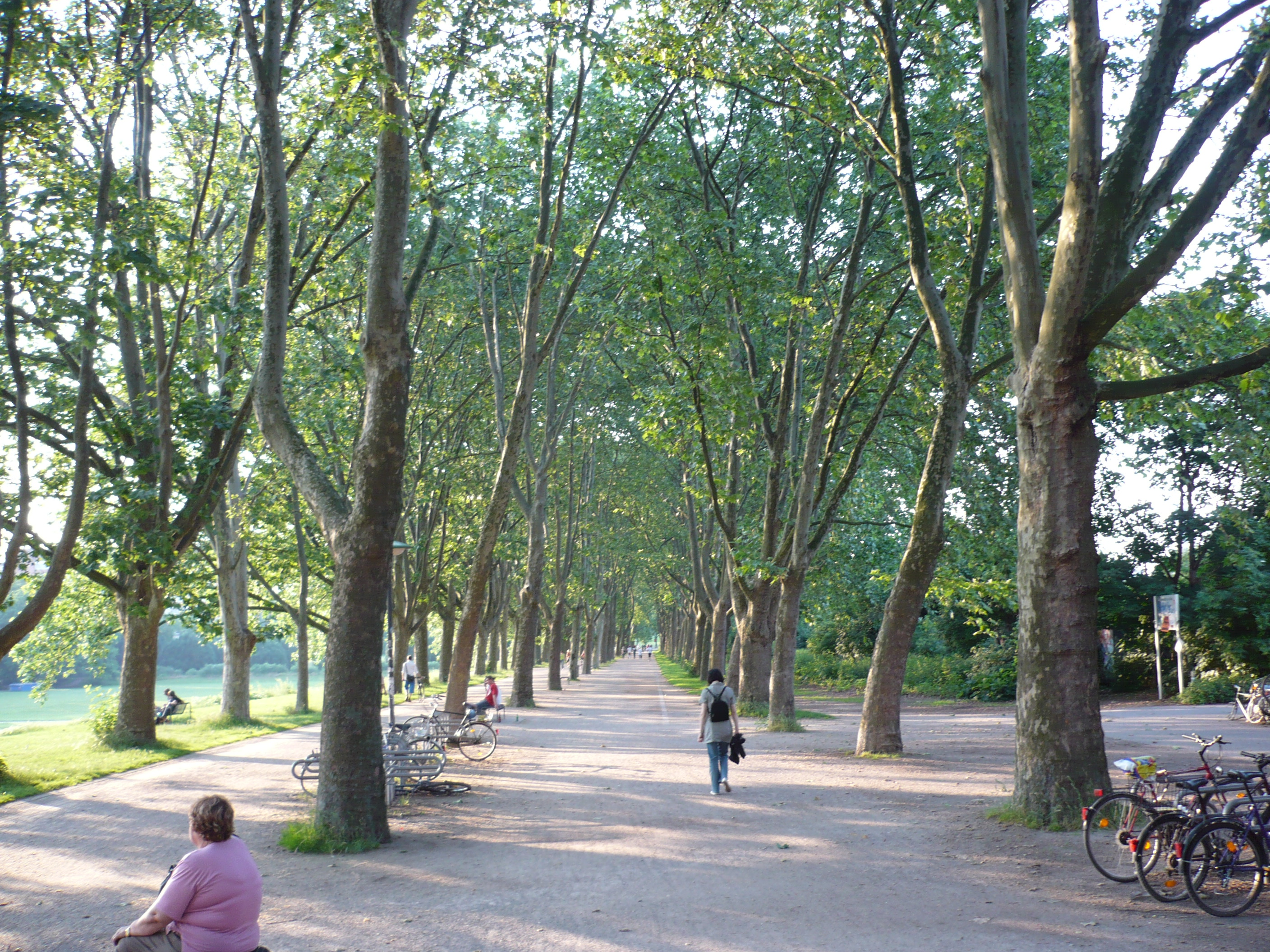
Alphons-Silbermann-Weg

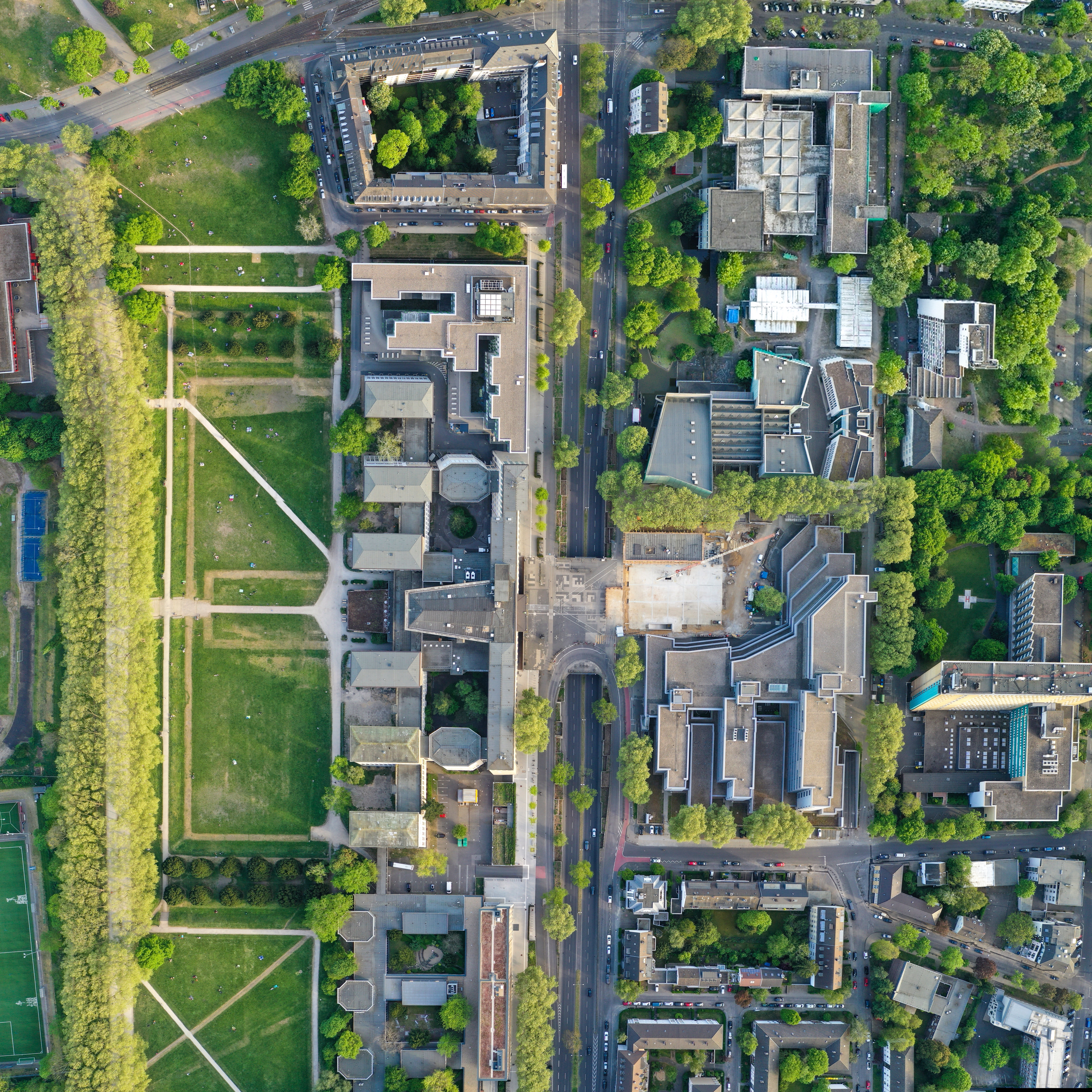
Hauptgebäude der Universität zu Köln (Bildmitte), links davon die Uniwiesen. Der Alphons-Silbermann-Weg verläuft am linken Bildrand, er ist als heller Streifen unter dem Grün der Bäume erkennbar.

- Silbermann wurde am 28. September 1995 mit dem Verdienstorden des Landes Nordrhein-Westfalen ausgezeichnet.[9]
- 2004 wurde in Köln eine etwa 500 Meter lange Allee für Fußgänger und Radfahrer nach ihm benannt. Der Alphons-Silbermann-Weg verbindet auf der Rückseite des Hauptgebäudes der Universität die Zülpicher Straße und die Bachemer Straße. Zwischen Hauptgebäude und Alphons-Silbermann-Weg liegen die Uniwiesen, auf der anderen Seite befinden sich die Hauptmensa an der Zülpicher Straße, Sportanlagen der Universität und nahe der Bachemer Straße ein Fußballplatz.
- Ein neu errichtetes Studenten-Apartmenthaus in Köln-Zollstock bekam 2014 den Namen „Alphons Silbermann Haus“.[10]

## Werke (Auswahl)

### Empirische Soziologie
- ... of musical things. Sydney 1949.
- La Musique, la Radio et l’Auditeur. 1954, Übersetzungen ins Spanische, Japanische und Deutsche: Musik, Rundfunk und Hörer. Die soziologischen Aspekte der Musik am Rundfunk. Köln/Opladen 1961.
- Wovon lebt die Musik. Die Prinzipien der Musiksoziologie. Regensburg 1957.
- The Sociology of Music. London 1963.
- Vorteile und Nachteile des kommerziellen Fernsehens. Wien/Düsseldorf 1968.
- Soziologie der Massenkommunikation. Stuttgart 1973.
- Das Fernsehen im Sozialisationsprozess des Kindes. In: Ulrich Beer (Hrsg.): Aggression und Fernsehen. Gefährdet das Fernsehen die Kinder? Tübingen 1974.
- Fernsehen als Konfliktverstärker? Ansichten über die Beziehungen von Fernsehgewalt und Kriminalität. In: Landeszentrale für politische Bildung des Landes Nordrhein-Westfalen (Hrsg.): Der Mensch in den Konfliktfeldern der Gegenwart. Köln 1975.
- Über die Ursachen der gegenwärtigen Krise der Soziologie. In: Gottfried Eisermann (Hrsg.): Die Krise der Soziologie. Stuttgart 1976.
- mit Albin Hänseroth: Medienkultur, Medienwirtschaft, Medienmanagement. Frankfurt am Main/Bern 1989.
- Neues vom Wohnen der Deutschen. Köln 1991.
- mit Francis Hüsers (Hrsg.): Ein verpöntes Vergnügen. Verlag Livonia, 1993, ISBN 3-928795-07-4.

### Soziologie zum Judentum in der deutschen Gesellschaft
- Der ungeliebte Jude. Zur Soziologie des Antisemitismus. Edition Interfrom, Zürich / Fromm, Osnabrück 1981, ISBN 3-7201-5134-4.
- Sind wir Antisemiten? Ausmaß und Wirkung eines sozialen Vorurteils in der Bundesrepublik Deutschland. Köln 1982.
- Was ist jüdischer Geist? Zur Identität der Juden. edition interform, Zürich/Osnabrück 1984.
- Juden in Deutschland. Hrsg. v. von Kurt E. Becker und Hans-Peter Schreiner. Landau in der Pfalz 1983, ISBN 3-87629-031-7.
- Juden in Deutschland 1985. Integriert oder diskriminiert? In: Kurt E. Becker und Hans Peter Schreiner (Hrsg.): Menschenrechte. Landau in der Pfalz 1985, ISBN 3-87629-089-9
- mit Julius H. Schoeps (Hrsg.): Antisemitismus nach dem Holocaust: Bestandsaufnahme und Erscheinungsformen in deutschsprachigen Ländern. Köln 1986.[11]
- mit Herbert Sallen: Juden in Westdeutschland. Selbstbild und Fremdbild einer Minorität. Verlag Wissenschaft & Politik, Köln 1992, ISBN 3-8046-8788-1.
- mit Manfred Stoffers: „Auschwitz: Nie davon gehört?“ Erinnern und Vergessen in Deutschland. Rowohlt, Berlin 1999, ISBN 3-87134-337-4.

### Lehrbücher und Handbücher
- Bildschirm und Wirklichkeit. Über Presse und Fernsehen in Gegenwart und Zukunft. Frankfurt am Main 1966
- mit Heinz Otto Luthe: Massenkommunikation. In: René König (Hrsg.): Handbuch der empirischen Sozialforschung. Band 2, Stuttgart 1969.
- Empirische Kunstsoziologie. Eine Einführung mit kommentierter Bibliographie. Stuttgart 1973.
- Untersuchung und Gutachten zum Projekt Medienfahndung. (= Sonderband der BKA-Forschungsreihe). Wiesbaden 1977, OCLC 715884456.
- Handwörterbuch der Massenkommunikation und Medienforschung. 2 Bände. 1982
- Empirische Kunstsoziologie. Stuttgart 1986.
- Handbuch zur empirischen Massenkommunikationsforschung. Eine kommentierte Bibliographie in 2 Bänden. Frankfurt am Main/Bern/New York 1986.
- Mahler-Lexikon. Bergisch Gladbach 1986.

### Alltagssoziologie und Monographien
- Das imaginäre Tagebuch des Herrn Jacques Offenbach. Berlin 1960.
- Ketzereien eines Soziologen. Düsseldorf/Wien 1965.
- Verwandlungen. Eine Autobiographie. Berlin 1989.
- Die Propheten des Untergangs. Das Geschäft mit den Ängsten. Bergisch Gladbach 1995, ISBN 3-7857-0806-8.
- Von der Kunst der Arschkriecherei. Berlin 1997, ISBN 3-87134-216-5.
- Flaneur des Jahrhunderts. Rezitative und Arien aus einem Leben. Gustav Lübbe Verlag, Bergisch Gladbach 1999, ISBN 3-7857-0992-7.

### Beiträge in Zeitschriften
- Die soziologischen Aspekte der Musik im Rundfunk. In: Psyché. No. 98, 1954, S. 652–670.
- Was will der Hörer überhaupt hören? In: Das Musikleben. 1955.
- Das „Chaos“ der neuen Musik. Zur Verwischung der Grenzen von Philosophie und Soziologie. In: Musica. 10, 1956.
- Im Stacheldraht des bitteren Ernstes. Betrachtungen eines Außenstehenden zur Situation des deutschen Musiklebens. In: Neue Zeitschrift für Musik. 118, 1957.

### Herausgeber
- Militanter Humanismus. Von den Aufgaben der modernen Soziologie. Frankfurt am Main 1966.
- Nationale Imagebildung durch den Film. In: Die Massenmedien und ihre Folgen. München/Basel 1970.
- Die Massenmedien und ihre Folgen. Kommunikationssoziologische Studien. Erich Feldmann von seinen Freunden und Kollegen zum 75. Geburtstag gewidmet. München/Basel 1970.
- mit H.-D. Dyroff (Hrsg.): Comics und visuelle Kultur. München 1986.
- Klassiker der Kunstsoziologie, Band 1: Jean Marie Guyeau: Die Kunst als soziologisches Phänomen. Berlin 1987.
- Klassiker der Kunstsoziologie, Band 2: Hippolyte Taine: Philosophie der Kunst. Berlin 1987.
- Die Rolle der elektronischen Medien in der Entwicklung der Künste. Frankfurt am Main/Bern/New York 1987
- Klassiker der Kunstsoziologie, Band 3: Pierre Joseph Proudhon: Von den Grundlagen der sozialen Bestimmung. Ins Deutsche übertragen, eingeleitet und erläutert von Klaus Herding. Berlin 1988.